# 奥古斯塔 (阿肯色州)
奧古斯塔（英語：Augusta）是一個位於美國阿肯色州伍德拉夫縣的城市。根據2020年美國人口普查，該地人口為1998人，而該地的面積約為5.41平方千米。同時該地也是伍德拉夫縣的縣治。

## 地理
奧古斯塔的座標為35°17′11″N 91°21′39″W / 35.28639°N 91.36083°W，而該地的平均海拔高度為66米（即217英尺）。